# Sułkowice
Sułkowice é um município da Polônia, na voivodia da Pequena Polônia e no condado de Myślenice. Estende-se por uma área de 16,46 km², com 6 552 habitantes, segundo os censos de 2016, com uma densidade de 398,1 hab/km².